# Manuel de Bivar Gomes da Costa Weinholtz
Manuel de Bivar Gomes da Costa Weinholtz (Faro, São Pedro, Palácio Bivar, 5 de janeiro de 1861 - 15 de abril de 1901) foi um político português.

## Biografia
Filho de Jerónimo Augusto de Bivar Gomes da Costa e de sua mulher Ana Henriqueta Hickling Pereira da Silva, foi Engenheiro Agrónomo, Reitor do Liceu e Vice-Presidente da Câmara Municipal de Faro e Deputado.

## Casamento e descendência
Casou na Sé de Faro, a 20 de Fevereiro de 1884 com Isabel Cúmano (Faro, Sé, 4 de junho de 1866 - 12 de novembro de 1918), Fundadora do Asilo de Santa Isabel, em Faro, filha de Justino Cúmano e de sua mulher Maria Vitória Pereira de Matos, com geração.